# 'Ndrangheta in provincia di Reggio Calabria
La 'ndrangheta in provincia di Reggio Calabria è un fenomeno che nasce già nel XIX secolo.
Nel 2006 si registrano più di 10 locali attivi nella provincia con 7358 presunti affiliati.
È la provincia con la più alta pervasività del fenomeno criminale nonché l'area in cui risiedono le 'ndrine storiche.
Dal 2010 viene scoperto con l'operazione Crimine che la provincia è suddivisa in tre aree: Mandamento Jonico, Mandamento Tirrenico e Mandamento Centro e che nella provincia gravita anche l'omonimo organo decisionale tutta l'organizzazione: La Provincia o Crimine di Polsi.
Le aree differiscono anche nella modalità con cui operano le 'ndrine: quelle del mandamento tirrenico usano il controllo del territorio in un'area relativamente ricca economicamente rispetto alle altre, quelli dell'area jonica più povera e prettamente montuoso dopo aver sfruttato in un primo momento i sequestri di persona hanno rinvestito il denaro nel traffico internazionale di droga. Ciò non significa che le cosche del Tirreno grazie al Porto di Gioia Tauro non siano organizzate per traffici di sostanze illecite e che quelle dell'area jonica non applichino una pressione sulle attività commerciali esistenti.
L'area della città di Reggio Calabria, infine è ulteriormente suddivisa in tre aree: Nord con Condello-Saraceno-Imerti, Centro con i De Stefano-Tegano-Libri e Sud con Latella-Ficara ed i Labate oltre a 'ndrine minori.

## Struttura
Nel reggino la 'ndrangheta è suddivisa in locali che fanno riferimento a tre sovrastrutture: Mandamento ionico, Mandamento tirrenico e Città.
Il 13 novembre 2012 l'operazione Saggezza porta alla conoscenza di una nuova struttura al di sopra dei 5 locali aspromontani di Antonimina, Ardore, Canolo, Ciminà e Cirella di Platì: la Corona, di cui il capo, detto Capo-Corona era Vincenzo Melia, Luigi Varacalli, Nicola Romano e Nicola Nesci i consiglieri.
Questa struttura sembra sia nata per dirimere questioni in seno a questi piccoli locali, a concedere doti e a poter competere economicamente alla pari di altre locali di 'ndrangheta più blasonate. Non se ne conosce ancora la relazione col Crimine e il mandamento ionico, in cui rientra.
Nella provincia di Reggio Calabria si riunisce periodicamente anche il Crimine, la sovrastruttura apicale dell'organizzazione criminale calabrese, da quante emerso dall'operazione Crimine del 2010.

### Elenco locali
I locali sono 33, le società 5 (Melito Porto Salvo, Polistena, Reggio Calabria, Rosarno, Siderno).
- Locale di Antoniminina[3][4]
- Locale di Africo (Morabito, Bruzzaniti, Mollica, Speranza, Palamara)[6]
- Locale di Ardore[3][4]
- Locale di Bagnara Calabra[7][8]
- Locale di Bova[9]
- Locale di Canolo[4][7][8]
- Locale di Catona (Iris 2018) con a capo Domenico Rugolino[10]
- Locale di Caulonia[11]
- Locale di Cassari di Nardodipace[7]
- Locale di Ciminà[3][4][8]
- Locale di Cirella di Platì[3][4][8]
- Locale di Cinquefrondi[12]
- Locale di Fabrizia[7]
- Locale di Gioia Tauro[9]
- Locale di Gioiosa Jonica[9]
- Locale di Grotteria[7][13]
- Locale di Laureana di Borrello[7]
- Società di Melito Porto Salvo[14]
- Locale di Motticella[15]
- Locale di Natile di Careri[7]
- Locale di Oppido Mamertina[16][17] (Mammoliti, Ferraro-Raccosta)
- Locale di Palizzi[7]
- Locale di Palmi[9]
- Locale di Piscopio (frazione di Vibo Valentia)[7]
- Locale di Platì[9]
- Società di Polistena[7]
- Società di Reggio Calabria[9]
  - Locale di Condera Pietrastorta[18]
  - Locale di Croce-Valanidi (Rione di Reggio Calabria)[7] con a capo Francesco Gattuso
  - Locale di Gallico[19]
  - Locale di Oliveto con a capo Nicola Gattuso (2010)
  - Locale di Pellaro (dal 2016 fino a febbraio 2021, operazione "Metameria"): Barreca
- Locale di Roghudi[7]
- Società di Rosarno[9]
- Locale di San Giorgio Morgeto[7]
- Locale di San Luca[7]
- Locale di Sant'Eufemia d'Aspromonte[20]
- Locale di Santo Stefano in Aspromonte[21][22]
- Società di Siderno[23]
- Locale di Sinopoli[23]
- Locale di Stignano[24]

### Elenco 'ndrine
- Agresta[1][2]
- Albanese
- Alvaro
- Aquino
- Araniti
- Barbaro
- Barreca
- Belfiore
- Bellantoni
- Bellocco
- Bruzzise
- Cataldo
- Commisso
- Condello
- Cordì
- Costa
- Carrozza
- Crea
- Creazzo
- Ietto-Cua-Pipicella
- Cuppari
- Ferrentino-Chindamo-Lamari-D'Agostino
- Demasi
- De Stefano
- Di Giovine
- Facchineri
- Ferraro
- Franconieri
- Franco
- Gallace
- Gallico
- Gioffrè
- Guerrisi Mercuri
- Iamonte
- Ierinò
- Imerti
- Labate
- Lamalfa
- Latella
- Leuzzi
- Libri
- Longo Versace
- Lo Giudice
- Maesano
- Maio
- Mammoliti
- Marando
- Mazzaferro
- Molè
- Molluso
- Morabito
- Musitano
- Nirta "La Maggiore"
- Nasone
- Novella
- Palamara
- Papalia
- Paviglianiti
- Parrello
- Pelle-Vottari
- Pesce
- Ieraci-Petullà
- Piromalli
- Polimeni
- Romeo
- Rosmini
- Ruga
- Santaiti
- Sergi
- Serraino
- Nirta-Strangio
- Tegano
- Trimboli
- Tripodo
- Ursino
- Valle
- Varacalli
- Violi
- Zagari
- Zindato
- Zito-Bertuca

## Storia

### Le origini
La storia della 'ndrangheta avrebbe avuto origine nella provincia di Reggio Calabria nella seconda metà del XIX secolo.
Una lettera anonima inviata al prefetto di Reggio Calabria denuncia la presenza a Taurianova di un'organizzazione criminale con riti di iniziazione, con ruoli e che si duellavano con la tirata. A quei tempi organizzazioni di questo tipo veniva definita anche "Picciotteria" dal nome con cui si designavano gli affiliati: picciotti. Lungo il '900 nella provincia sono scoppiate ben due guerre di 'ndrangheta.

### XIX secolo
Enzo Ciconte insieme al professore Antonio Nicaso che all'ex presidente della Commissione parlamentare Antimafia Francesco Forgione affermano che nel 1869 il comune di Reggio Calabria fu sciolto per decreto regio.
In alcuni atti giudiziari fu registrato che nel 1890 il capibastone del locale di Polistena è: Pasquale Ferrara, e successivamente nel 1898 come nuovo capobastone Francesco Sergio. 
Nel 1890 si evidenzia che il capobastone del Locale di Melicuccà sia Costanzo Ietto mentre Pasquale Ferrara è il capobastone del Locale di Polistena. 
Sempre lo stesso anno nel circondario di Palmi le forze dell'ordine vengono a conoscenza di un'organizzazione criminale di 66 "camorristi", termine dei tempi per definire un certo tipo di delinquenza organizzata in stile napoletano. 
Infine una sentenza del tribunale di Reggio Calabria di quell'anno rivela che l'organizzazione era suddivisa in due livelli: Maggiore e Minore; della prima facevano parte i camorristi e della seconda i picciotti. Della Minore sono segnalati i ruoli di picciotto di giornata e di puntaiolo (cassiere). Inoltre il picciotto poteva essere "liscio" o di "sgarro".
Nel 1892, il tribunale di Palmi giudica una cosca di 217 elementi accusati di associazione a delinquere contro cose e persone che operavano tra: Palmi, Melicuccà, Arena, Sinopoli, Radicena, Polistena, Rosarno, San Ferdinando, Molochio, Sant'Eufemia e Bellantoni; una sorta di "maxi-processo" ante litteram.
9 anni dopo, nel 1899, a Palmi avviene il primo maxi-processo ante-litteram contro 317 imputati per lo più del comune di Cittanova e Radicena, accusati di associazione a delinquere contro "l'altrui proprietà". Processi e arresti di questa entità proseguiranno anche all'inizio del Novecento.
Nel 1890 una sentenza del tribunale di Reggio Calabria rivela che l'organizzazione era suddivisa in due livelli: camorristi e picciotti. 
Nel 1897 a Seminara, secondo una sentenza del tribunale di Palmi viene menzionato un codice con le regole per i nuovi affiliati, sia per i membri effettivi con diritti e doveri.

### Inizio '900
Nel 1903 il capitano dei carabinieri Giuseppe Petella descrive una cosca che opera ad Africo, San Luca, Casalnuovo, Santo Stefano e Bruzzano di riunioni al Santuario della Madonna di Polsi.
- 1903 - Viene distrutta la Società della malavita catanzarese e il capitano dei carabinieri Giuseppe Petella descrive una cosca che opera ad Africo, San Luca, Casalnuovo, Santo Stefano e Bruzzano di riunioni al Santuario della Madonna di Polsi.[37]
- Nel 1906 la Corte d'Appello delle Calabrie dimostra come elementi di una cosca di Gallico, attecchiscono anche negli Stati Uniti, dove il capo Giovanni Costa viene definito capo della mano nera (o maffia).

#### Anni '20 e '30 Gran Criminale e Onorata società di Cirella
- 1927 - Gioiosa Ionica - viene ritrovato un codice di comportamento nella Malavita.[38]
- 1928 - Grotteria - Un imputato confessò di far parte dell'organizzazione Famiglia Montalbano.[30]
- 1929 - Ardore - Viene arrestato un gruppo di 49 persone appartenenti alla stessa 'ndrina che esercitava il Diritto di Camorra nei confronti dei negozi.[39]
- 1931 - L'affiliato Domenico Dorta detto cucchiarone confessa e dà un nome all'esistenza della Dranghita.
- 1933 - Una sentenza del tribunale di Reggio Calabria descrive l'organico di una cosca citando la suddivisione in società maggiore e minore, la prima con affiliati camorristi la seconda con picciotti di sgarro e giovani d'onore, la prima con a capo il caposocietà e la seconda un capo giovane. La società maggiore si divide ulteriormente in Società in testa (o Gran Criminale) e Società i 'ndrina. Vi sono le figure del contaiolo o contabile e del picciotto di giornata.[40]
- 1937 - Siderno - Un testimone confessa l'esistenza dell'Onorata Società e ne rivela alcune formule d'iniziazione.[41]
- 1939 - Polistena - Al capobastone Francesco Mercuri gli vengono confiscati degli immobili e terreni tra Melicucco-Cinquefrondi-Polistena.[42]

### Anni '60

#### Il summit di Montalto
(Giuseppe Zappia durante il summit di Montalto)
Il 26 ottobre 1969 si svolge a Montalto, sulla cima più alta dell'Aspromonte un incontro al vertice di oltre 150 esponenti di spicco della 'ndrangheta con ruolo di capibastone, capo-società, contabili e mastri di sgarro tra cui Giuseppe Zappia, ‘Ntoni Macrì, Mico Tripodo, Antonio Romeo, Francesco Scopelliti, Angelo Olivierio, 6 persone di Condofuri, Francesco Cannizzaro e altre due persone di Sant'Eufemia d'Aspromonte, e altre per decidere e riassestare l'organizzazione nella sua interezza e di azioni da intarprendere contro le forze dell'ordine ed il questore Emilio Santillo. Giuseppe Zappia prenderà la parola dicendo:"non c'è 'ndrangheta di Mico Tripodo, non c'è 'ndrangheta di 'ntoni Macrì, non c'è 'ndrangheta di Peppe Nirta". L'incontro verrà scoperto e interrotto dalle forze dell'ordine con l'operazione Montalto condotta dal commissario Alberto Sabatino. 
L'omonimo processo celebrato dal Tribunale di Locri giudicarono 72 presunti affiliati accusati a vario titolo di associazione a delinquere e dentezione illegale d'armi.

#### Inizia il periodo dei sequestri

Antonio Macrì detto U Zzì 'Ntoni, il capobastone della Locride ed in contatto con le famiglie canadesi e australiane

Grazie allo sfruttamento degli appalti statali e a un'efficiente rete di estorsione, nel corso degli anni sessanta le 'ndrine crescono; in particolar modo ne spiccano tre per importanza:
1. Piromalli nella piana di Gioia Tauro, comandata da Don Mommo Piromalli
2. Tripodo a Reggio Calabria, comandata da Don Mico Tripodo
3. Macrì nella Locride, comandata da Don Antonio Macrì

Dal 1963 fino alla fine degli anni settanta la 'ndrangheta utilizza come metodo per racimolare denaro il sequestro di persona.
Vengono effettuati 456 rapimenti di cui 158 in Lombardia, 128 in Calabria, 64 nel Lazio, 39 in Piemonte e 26 in Toscana di cui un terzo riconducibili alla malavita di matrice calabrese.
I sequestri più eclatanti furono quelli di John Paul Getty III (avvenuto nel 1973) e Cesare Casella (avvenuto nel 1988 e durato 743 giorni). 
Furono nei mirino dei sequestratori in quegli anni tutti i professionisti e imprenditori più benestanti della Locride, tra cui vennero rapite donne (molte anche violentate) e bambini. 
Uno dei primi sequestri di persona con un bambino coinvolto (duro' 7 mesi) fu quello del piccolo Giovannino Furci di Locri di 10 anni di età tenuto prigioniero legato con le catene nell'Aspromonte. 
Quando il padre si recò ai piani di Zervò vicino a Platì per pagare un ingente riscatto, fu anche malmenato e derubato dell'orologio.
Le persone sequestrate venivano nascoste nel territorio aspromontano, le 'ndrine coinvolte come dice il quotidiano Calabria Ora erano quelle di Platì e San Luca che operavano in Piemonte, quelle del reggino e del lametino in Pianura Padana e infine quelle di Gioia Tauro e della Locride a Roma. 
I sequestri avvenivano anche in territorio calabrese: in quel periodo ne furono registrati 68 nella regione.
Il sostituto procuratore antimafia di allora, Vincenzo Macrì, ipotizzò che la brevità dei sequestri, a parte casi eclatanti, fu dovuta probabilmente a una presunta connessione diretta fra stato, "organi occulti" e criminalità che si accordavano sul pagamento. 
Si smise coi sequestri di persona, alla fine perché attiravano troppo l'attenzione dei media, e dello Stato che in quel periodo portò in Aspromonte anche l'esercito. 
I sequestri di persona solo nella Locride continuarono fino agli anni novanta.

### Anni '70 e '80 - Le due guerre di 'ndrangheta
Tra il 1974 e il 1977 scoppia la Prima guerra di 'ndrangheta.
Tra il 1985 e il 1991 scoppia la seconda guerra di 'ndrangheta.

### Anni '90

#### L'operazione Riace: l'intervento dell'esercito e l'omicidio Scopelliti
Nel 1991 terminano la faida di Taurianova e quella di Cittanova, comincia quella di San Luca. Lo stesso anno viene assassinato a Piale il magistrato Antonino Scopelliti che stava lavorando al maxiprocesso di Palermo. Si pensa ci sia stata una collaborazione tra Cosa Nostra e 'ndrangheta. Nel 2019 il procuratore Giuseppe Lombardo riapre l'inchiesta e risultano tra gli indagati, oltre ad esponenti di Cosa Nostra del catanese, anche: Santo Araniti, Pasquale Bertuca, Vincenzo Bertuca, Giorgio De Stefano, Gino Molinetti, Antonino Pesce, Giuseppe Piromalli, Giovanni Tegano, Pasquale Tegano e Vincenzo Zito.
Dopo la seconda guerra di 'ndrangheta la zona del reggino viene divisa in tre zone o commissioni provinciali: ionica, piana e città con a capo un organismo detto Crimine o Provincia.
In seguito ai buoni risultati avuti in Sicilia con l'operazione Vespri siciliani, anche in Calabria venne effettuata un'operazione simile, condotta dall'esercito italiano. L'operazione Riace iniziò il 2 febbraio 1994 e terminò il 15 febbraio 1995; furono impiegati complessivamente "1 350 uomini al giorno, inquadrati in due reggimenti a loro volta articolati in cinque settori di gruppo tattico (unità a livello di battaglione rinforzato) per lo sviluppo delle attività di controllo".

#### 'ndrangheta stragista
A luglio 2017 si conclude l'operazione 'ndrangheta stragista che testimonierebbe che per due mesi, dicembre 1993 e gennaio 1994, alcune famiglie di 'ndrangheta della Piana di Gioia Tauro avevano accettato di partecipare alle azioni stragiste pianificate da Cosa nostra. Il primo fu tentato a Saracinello contro due carabinieri, il secondo il 18 gennaio 1994 vengono uccisi in autostrada all'altezza di Scilla i carabinieri Fava e Garofalo, il terzo il primo febbraio ai danni dei carabinieri Musicò e Serra rimasti gravemente feriti. 
L'operazione ha portato all'arresto di Santo Filippone, capo dell'omonima 'ndrina e capo del mandamento tirrenico in questi anni. Per iniziare la fase stragista elementi di Cosa Nostra insieme ad esponenti della 'ndrangheta si riunirono nell'autunno del 1993 in tre diverse occasioni: una in provincia di Vibo Valentia, una a Melicucco ed una a Oppido Mamertina. A valle di queste azioni viene organizzata una riunione da elementi apicali di 'ndrangheta nel santuario della Madonna di Polsi e viene deciso di non andare oltre con le azioni stragiste. 
Il pentito Consolato Villani depone a processo confermando che Totò Riina per voce di Giuseppe Graviano si accordò con Rocco Filippone per l'omicidio dei brigadieri Antonio Fava e Vincenzo Garofalo e Consolato Villani e Giuseppe Calabrò sarebbero stati gli esecutori. Il collaboratore poi racconta che gli fu fatto sapere che tutto ciò fu pianificato a una riunione di 'ndrangheta per la risoluzione della Seconda guerra di 'ndrangheta a cui presenziarono i De Stefano, i Piromalli, alcune 'ndrine di Milano e Cosa Nostra siciliana e che quella fu l'occasione di parlare del "piano stragista". 
A giugno 2017 viene consegnato al procuratore di Reggio Calabria Giuseppe Lombardo il memoriale di Nino Lo Giudice all'interno del processo 'ndrangheta stragista, in cui conferma che l'accordo stragista tra le cosche della città di Reggio Calabria e i siciliani avvenne nella casa di Demetrio Filippone, figlio di Rocco, a Oppido Mamertina e come rappresentante delle prime (in particolare i Tegano, Condello, Latella, Ficara, Serraino e Imerti) partecipò Giuseppe De Stefano e per i secondi Giuseppe e Filippo Graviano.

### Oggi: lo scioglimento del comune di Reggio Calabria e dell'azienda sanitaria provinciale
(L'ex Ministro dell'Interno Anna Maria Cancellieri)
Il 20 gennaio 2012 viene nominata una commissione dal prefetto di Reggio Calabria Luigi Varratta che si insedierà il 24 gennaio, per verificare le possibili infiltrazioni mafiose all'interno del comune. Il 13 luglio il nuovo prefetto Luigi Viscitelli invia una relazione al ministero dell'interno. Tutto è partito dall'operazione Astrea del 2011 sulla azienda comunale partecipata Multiservizi gestita da Giuseppe Rechichi.
Il 16 luglio del 2012 viene condannato proprio Rechichi a 16 anni di carcere accusato del reato di associazione mafiosa ed in particolare di essere un prestanome della 'ndrina dei Tegano.
Durante le indagini i commissari hanno individuato ben 40 dipendenti in posizione di responsabilità coinvolti a diversi livelli con la criminalità organizzata.
Il 31 luglio 2012 le inchieste Sistema e Assenzio della DDA di Reggio Calabria portano all'arresto il consigliere comunale Dominique Suraci accusato di concorso esterno in associazione mafiosa, corruzione elettorale, associazione a delinquere, bancarotta fraudolenta e truffa allo scopo di ricevere erogazioni pubbliche era il referente politico dei De Stefano-Tegano.
Il 9 ottobre 2012 il Ministero dell'interno decide di sciogliere per la prima volta dal 1991 per infiltrazioni mafiose un capoluogo di provincia.
L'amministrazione comunale guidata da maggio 2011 dal sindaco Demetrio Arena (allora Popolo delle Libertà, attuale Forza Italia) è stata colpita dal provvedimento in particolare per l'azienda comunale partecipata Multiservizi giacché le quote di maggioranza della predetta erano in mano ad affiliati della 'ndrina dei Tegano, per essere finito in carcere il consigliere di maggioranza Giuseppe Plutino accusato di concorso esterno in associazione mafiosa e l'ex assessore Luigi Tuccio.
Il provvedimento viene considerato un atto «preventivo e non sanzionatorio» e che non è motivato dal «dissesto delle casse comunali».
Per un anno e mezzo la città verrà gestita da una commissione di 3 membri: il prefetto di Crotone Vincenzo Panico, il viceprefetto Giuseppe Castaldo e il dirigente dei servizi ispettivi di finanza della Ragioneria dello Stato, Dante Piazza.
Il 9 dicembre 2012 gli avvocati Roberto Nania, Alberto Gamberini, Luigi e Francesco Migliarotti e Giuseppe Valentino formalizzano il ricorso per il Pdl di Reggio Calabria.
Viene persino pubblicato e distribuito gratuitamente il libro "instant book" "Reggio Calabria – La democrazia sospesa" con prefazione del politico del PdL Angelino Alfano e presentato il 10 gennaio 2013.
11 mesi dopo però, il 21 novembre 2013 il Tar del Lazio presieduta da Calogero Piscitelli conferma la decisione del ministero di un anno prima.
Il 19 luglio 2013, il presidente della prima sezione civile del Tribunale di Reggio Calabria Rodolfo Palermo, ha emesso una sentenza di incandidabilità alle elezioni regionali, provinciali, comunali e circoscrizionali limitatamente al primo turno elettorale successivo allo scioglimento del Comune di Reggio Calabria per 8 ex amministratori: l'ex sindaco di Reggio Calabria Arena Demetrio, Curatola Walter, Eraclini Giuseppe, Martorano Giuseppe, Morisani Pasquale, Plutino Giuseppe, Tuccio Luigi e Vecchio Sebastiano.
Il 26 ottobre 2014 il comune di Reggio Calabria torna di nuovo al voto eleggendo come nuovo sindaco Giuseppe Falcomatà.
Il 22 novembre 2017 viene sciolto per la seconda volta il comune di Marina di Gioiosa Jonica.
Il 12 luglio 2018 si conclude l'operazione Via col vento che porta all'arresto di 13 persone presunte sodali delle 'ndrine Paviglianiti, Mancuso, Anello e Trapasso che volevano infiltrarsi negli appalti di costruzione dei parchi eolici delle province di Reggio Calabria, Crotone, Vibo Valentia e Catanzaro e accusate a vario titolo di associazione mafiosa, estorsione e illecita concorrenza.

## Amministrazioni comunali sciolte
- Africo (2003, 2014, 2019)[64]
- Ardore (2013)
- Bagaladi (2012)
- Bagnara Calabra (2015)
- Bova Marina (2012, 2017)
- Bovalino (2015, 2016)
- Calanna (2004)
- Camini (1995)
- Canolo (2017)
- Careri (2012, 2019)
- Casignana (2013)
- Condofuri (2010)
- Cosoleto (1997)
- Delianuova (1991, 2018)
- Gioia Tauro (1993, 2008, 2017)
- Marina di Gioiosa Ionica (2011, 2017)[61]
- Melito di Porto Salvo (1991, 1996, 2013)
- Monasterace (2003) DPR annullato
- Molochio (1993, 1995)
- Montebello Jonico (2013)
- Palizzi (2019)[65]
- Platì (2006, 2012, 2018)[66]
- Reggio Calabria (2012)
- Rizziconi (2000, 2016)
- Roccaforte del Greco (1996, 2003, 2011)
- Roghudi (1995)
- Rosarno (1992, 2008, 2021)
- Samo (2012)
- San Ferdinando (1994, 2010, 2014)[67]
- San Luca (2000, 2013, 2025)
- San Procopio (2010)
- Sant'Eufemia d'Aspromonte (2020)[68]
- Sant'Ilario dello Ionio (2012)
- Santo Stefano in Aspromonte (1998)
- Scilla (2018)[69]
- Seminara (1991, 2007)
- Siderno (2013, 2018)[70][71]
- Sinopoli (1997, 2019)
- Stilo (2019)[72]
- Taurianova (1991, 2009, 2013)

### ASL sciolte
In base all'art. 143 T.U.E.L., dal 1991 sono state sciolte tre aziende sanitarie della provincia di Reggio Calabria per infiltrazioni della 'ndrangheta di cui per ultima quella della provincia di Reggio Calabria nel 2019.
- Azienda sanitaria di Locri (RC) - (2006)[74]
- Azienda sanitaria di Reggio Calabria (2008)
- Azienda sanitaria della provincia di Reggio Calabria (2019)[73]